# John Francis Whealon
John Francis Whealon (* 15. Januar 1921 in Barberton, Ohio; † 2. August 1991 in Hartford, Connecticut) war ein US-amerikanischer römisch-katholischer Geistlicher und Erzbischof von Hartford.

## Leben
Whealon empfing am 26. Mai 1945 das Sakrament der Priesterweihe.
Papst Johannes XXIII. ernannte Whealon am 5. Juni 1961 zum Weihbischof in Cleveland und Titularbischof von Andrapa. Der Apostolische Gesandte in den USA, Egidio Vagnozzi, spendete ihm am 6. Juli desselben Jahres die Bischofsweihe; Mitkonsekratoren waren Paul John Hallinan, Erzbischof von Atlanta, und Floyd Lawrence Begin, Weihbischof in Cleveland. Zwischen 1962 und 1965 nahm Whealon am Zweiten Vatikanischen Konzil teil.
Nach dem Rücktritt von John Mark Gannon wurde er am 9. Dezember 1966 von Papst Paul VI. zum Bischof von Erie ernannt.
Am 28. Dezember 1968 wurde Whealon als Nachfolger von Henry Joseph O’Brien Erzbischof von Hartford. Er starb am 2. August 1991 unerwartet während eines chirurgischen Eingriffs im St. Francis Hospital in Hartford.

## Positionen
Whealon verließ die Demokratische Partei 1988 aufgrund deren abtreibungsfreundlicher Politik. 1974 äußerte er, dass Katholiken in Gesundheitsberufen, die Abtreibungen vollziehen, exkommuniziert werden sollten. Er unterstützte den Vietnamkrieg und verteidigte die Wartung von Atomwaffen.